# Lukas Bärfuss

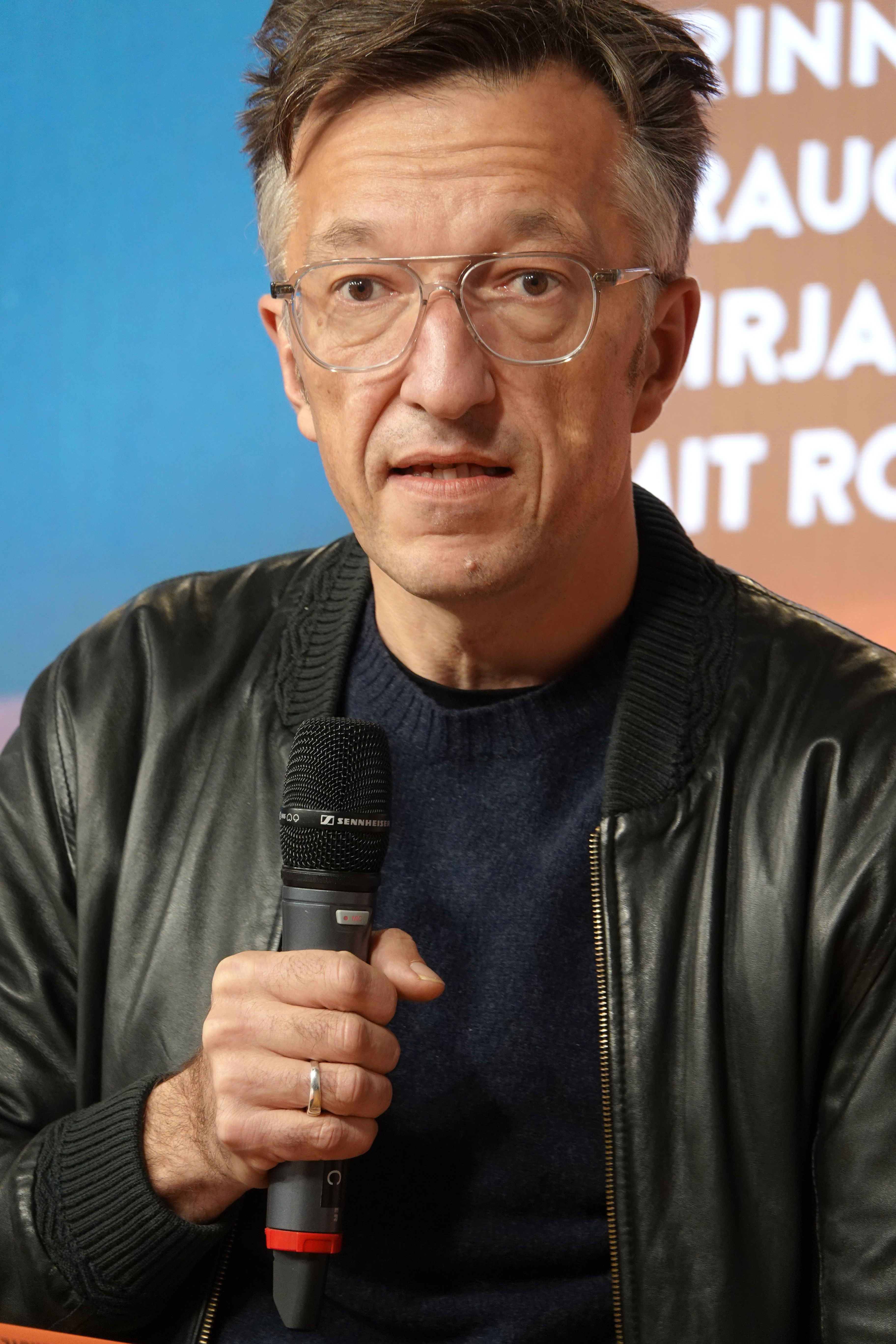
Lukas Bärfuss (2023)

Lukas Bärfuss (* 30. Dezember 1971 in Thun) ist ein Schweizer Schriftsteller, Bühnenautor, Theaterregisseur und Dramaturg.

## Leben

### Werdegang
Lukas Bärfuss arbeitete nach neun Jahren Primarschule unter anderem als Tabakbauer, Eisenleger, Gabelstaplerfahrer und Gärtner. Zwischen seinem 16. und 20. Lebensjahr war er mehrfach obdachlos und lernte, «was es heisst, arm zu sein in einem Land, in dem es Armut eigentlich nicht geben sollte». Nach der Rekrutenschule war er als Buchhändler in Bern tätig sowie später in einer kollektiv geführten Buchhandlung in Fribourg. Parallel dazu holte er sein Buchhändler-Diplom nach.
Seit 1997 arbeitet Bärfuss als freier Schriftsteller. Er wurde vielfältig ausgezeichnet; 2019 erhielt er den renommierten Georg-Büchner-Preis. Die Deutsche Akademie für Sprache und Dichtung bezeichnete sein Werk unter anderem als von «hoher Stilsicherheit und formalem Variationsreichtum» durchzogen, das «stets neu und anders existentielle Grundsituationen des modernen Lebens» erkunde. Er schreibt zudem Gastbeiträge für verschiedene, deutschsprachige Tageszeitungen, darunter auch für die Frankfurter Allgemeine Zeitung und die Süddeutsche Zeitung.
Zwischen 2009 und 2013 wirkte Bärfuss als Dramaturg am Schauspielhaus Zürich, wo er bis heute verschiedene Gesprächsreihen moderiert. In der Reihe Weisse Flecken traf er zum Beispiel auf Ruth Durrer und Hugo Stamm. Bei den Zürcher Gesprächen waren seine Gesprächspartner Ulrike Guerot, David Chipperfield und andere. 2023 kuratiert Bärfuss das Forum beim Literaturfest München.
Bärfuss ist seit 2015 gewähltes Mitglied der Deutschen Akademie für Sprache und Dichtung. Ausserdem gehört er zu den Unterstützern der 2016 veröffentlichten Charta der Digitalen Grundrechte der Europäischen Union. Er ist Mitglied der Jury des Prix européen de l’Essai de la Fondation Charles Veillon.
Im September 2023 gab das Schweizerische Literaturarchiv bekannt, dass es das literarische Archiv des Schriftstellers übernimmt.

### Lehrtätigkeit
Bärfuss hat eine Dozentur an der Hochschule der Künste Bern inne, wo er seit 2017 im spartenübergreifenden Y-Institut und im Masterstudiengang Contemporary Arts Practice unterrichtet. Seit 2007 arbeitet er als Lehrbeauftragter am Schweizerischen Literaturinstitut in Biel. Seit 2013 gibt er regelmässig Lehrveranstaltungen an der Zürcher Hochschule der Künste im Bereich Theater. Hinzu kommen einmalige Lehrtätigkeiten an internationalen Schauspielschulen und Universitäten, unter anderem in Athen, New York und Buenos Aires. Verbunden mit dem Berliner Literaturpreis erhielt er 2013 die Heiner-Müller-Gastprofessur für deutschsprachige Poetik am Peter-Szondi-Institut der Freien Universität Berlin. 2014 war er Spezialgast des Internationalen Literaturfestivals Berlin mit mehreren Vorträgen. 2015 hielt er mehrere Poetik-Vorlesungen an der Universität Bamberg.

### Privates
Bärfuss lebt in Zürich. Er ist Vater einer Tochter und eines Sohnes.

## Theaterarbeit
Bärfuss war Mitgründer der Künstlergruppe «400asa» und arbeitete dort mit dem Regisseur Samuel Schwarz zusammen. Er schrieb für die Gruppe mehrere Bühnenwerke, etwa die Groteske Meienbergs Tod über den 1993 verstorbenen Journalisten und Schriftsteller Niklaus Meienberg und die Heucheleien des Kulturbetriebs, mit denen er im Jahr 2001 bekannt wurde. Bärfuss gelang mit diesem Stück, das auch ein Stück über das Theater ist, der Anschluss an grosse dramatische Traditionen. Besonderen Erfolg hatte er mit dem Stück Die sexuellen Neurosen unserer Eltern, geschrieben für das Theater Basel, das bis 2005 in zwölf Sprachen übersetzt wurde. Es wurde 2003 mit dem Buchpreis des Kantons Bern ausgezeichnet und war für die Zeitschrift Theater heute Anlass, Bärfuss zum Nachwuchsautor des Jahres zu ernennen.
2015 kam eine Verfilmung (Regie: Stina Werenfels) unter dem Titel Dora oder die sexuellen Neurosen unserer Eltern mit Victoria Schulz und Lars Eidinger in die Kinos. 2005 feierte dann das Auftragswerk Der Bus (Das Zeug einer Heiligen) am Thalia Theater Hamburg in einer Inszenierung von Stephan Kimmig Uraufführung. Für Der Bus wurde Bärfuss der Mülheimer Dramatikerpreis 2005 verliehen. Im selben Jahr beschäftigte er sich in Alice Reise in die Schweiz. Szenen aus dem Leben des Sterbehelfers Gustav Strom mit der Praxis der Sterbehilfe, indem er den Leidenserlösungsweg einer zum Tod entschlossenen Frau nachzeichnet. Das Stück wurde in einer Inszenierung von Stephan Müller am Theater Basel uraufgeführt.
2009 hatte sein Drama Öl über die Abhängigkeit von dem wichtigsten Rohstoff des Industriezeitalters am Deutschen Theater Berlin Uraufführung. 2010 wurde sein Theaterstück Malaga in einer Inszenierung von Barbara Frey am Schauspielhaus Zürich uraufgeführt. In Zwanzigtausend Seiten befasst er sich mit der Zurückweisung der Naziverfolgten an der Schweizer Grenze. Das Stück hatte am 2. Februar 2012 im «Schiffbau/Box» des Schauspielhauses Zürich Premiere in einer Inszenierung von Lars-Ole Walburg – unter seiner Regie wurde 2007 auch Bärfuss’ Stück Die Probe in den Münchner Kammerspielen uraufgeführt. In der Schweiz wurde Zwanzigtausend Seiten wegen seiner Kritik an der schweizerischen Verdrängung der Mitschuld am Holocaust überwiegend negativ aufgenommen.
Frau Schmitz, ebenfalls von Barbara Frey inszeniert, wurde erstmals 2016 im Schauspielhaus Zürich gezeigt, eine Groteske über einen Transsexuellen. 2018 wurde die Auftragsarbeit Der Elefantengeist am Nationaltheater Mannheim (Regie: Sandra Strunz) uraufgeführt. Das Werk ist eine kritische Auseinandersetzung mit dem «Kanzler der Einheit» Helmut Kohl. 2016 übernahm Bärfuss als Autor die künstlerische Leitung des Einsiedler Welttheaters,  seine Neubearbeitung des Werkes hatte – ursprünglich für 2020 geplant, jedoch pandemiebedingt verschoben – im Juni 2024 Premiere.
2025 schrieb er im Auftrag des Schauspielhauses Zürich das Stück Sex mit Ted Cruz, ein Monolog über Opportunismus in der Politik, der bei der Uraufführung von Wojtek Klemm inszeniert und von Michael Neuenschwander gesprochen wird.

## Buchautor
Bärfuss’ erstes Buch, die Novelle Die toten Männer, wurde 2002 in der edition suhrkamp veröffentlicht. 2008 erschien der Roman Hundert Tage, der sich mit dem Völkermord in Ruanda und der Rolle der Entwicklungshilfe befasst. Der Roman wurde in 15 Sprachen übersetzt und 2009 mit dem Mara-Cassens-Preis ausgezeichnet. 
In seinem zweiten Roman Koala beschäftigt er sich mit dem Suizid seines Bruders und verknüpft mit diesem Thema seine eigene Familiengeschichte mit der Kolonialgeschichte Australiens. Für diesen Roman wurde Bärfuss 2014 mit dem Schweizer Buchpreis ausgezeichnet. In seinem 2017 erschienenen Roman Hagard thematisiert er die Obsession eines Mannes, dessen «Stadt-Odyssee» er für eine kritische Beschreibung der Gegenwart nutzt. Hagard stand auf der Shortlist des Preises der Leipziger Buchmesse 2017.
Durch seine Essaybände Stil und Moral (2015) sowie Krieg und Liebe (2018) wurde Bärfuss in der Öffentlichkeit auch zunehmend als Essayist wahrgenommen. Mit Contact erfolgte 2018 seine erste englischsprachige Lyrikveröffentlichung. Das Buch entstand in Kollaboration mit dem Schweizer Künstler Michael Günzburger und thematisiert das Verhältnis des Menschen zum Tier.
Bärfuss’ Bücher werden in zahlreiche Sprachen übersetzt, darunter Türkisch, Bulgarisch und Chinesisch. Seit Kurzem tritt Bärfuss selbst als Übersetzer in Erscheinung. So übertrug er 2016 gemeinsam mit der Schriftstellerin Muriel Pic die Literaturbriefe von Walter Benjamin ins Französische. Auch Pics jüngster Gedichtband Élegies documentaires wurde 2019 von Bärfuss ins Deutsche übertragen.

## Kontroversen
Bärfuss knüpft mit seinen Stücken, Romanen und Essays an politische Diskurse an. Er tritt in verschiedenen Formaten als scharfer Kritiker der nationalkonservativen und wirtschaftsliberalen Politik der Schweiz in Erscheinung. Die mediale Öffentlichkeit bewertet Bärfuss’ Rolle als «Provokateur» unterschiedlich. Während ihn die einen für seine pointierten Essays und Debattenbeiträge zum politischen Geschehen loben und ihn als neuen Max Frisch oder Friedrich Dürrenmatt bezeichnen, werten andere seine Äusserungen als die eines Linksintellektuellen ab, der sich nur oberflächlich mit seinen Themen auseinandersetzt.
Im Oktober 2015 löste Bärfuss in der Schweiz eine kontroverse Diskussion aus, als er drei Tage vor der dortigen Parlamentswahl in der Frankfurter Allgemeinen Zeitung einen Essay zum Thema Die Schweiz ist des Wahnsinns veröffentlichte, worin er eine Fundamentalkritik am politischen, sozioökonomischen und kulturellen Zustand seines Heimatlandes übte.
Auf grosse Empörung stiess seine Kritik an den Schweizer Medienhäusern. Bärfuss wirft diesen vor, Rechtspopulisten wie dem Milliardär Christoph Blocher ihre Stimme verkauft und auf diese Weise zur Verrohung der Diskurslandschaft beigetragen zu haben. Er diagnostiziert:
«Als Schweizer hat man in der globalisierten Welt nichts mehr zu sagen. Gefühle der Ohnmacht werden gerne mit großen Worten kompensiert. Und wenn große Worte nicht mehr reichen, nimmt man eben unanständige.»
Die Reaktionen der Schweizer Presse auf Bärfuss’ Essay waren überwiegend negativ. Während die Berner Zeitung den Rundumschlag noch mild mit «Provozierende Polemik» kommentierte, zeigte der Tages-Anzeiger Unverständnis für das «undifferenzierte Zerzausen von allem und jedem». Mit Kritik zurück hielt sich anfänglich die Neue Zürcher Zeitung. Doch in einem offenen Brief und in der Stimme ihres Feuilleton-Chefredakteurs René Scheu warf sie dem Autor übertriebenen Moralismus und Kleingeistigkeit vor.
2017 sorgte Bärfuss erneut für Diskussionen. In einem Essay in der Online-Ausgabe der Frankfurter Allgemeinen Zeitung erklärte er den Schweizer Buchpreis für tot und forderte einen Neustart.
Bärfuss bemängelte die fehlende Unabhängigkeit der Jury und kritisierte das Eingreifen von Verbandsfunktionären bei Nominierungsverfahren. Die Veranstalter zeigten sich einsichtig. Gemeinsam mit der Schriftstellerin und Schweizer Buchpreisträgerin Melinda Nadj Abonji setzte Bärfuss die Ausarbeitung eines Reglements durch.

## Werke

### Prosa
- Die toten Männer. Novelle. Suhrkamp Verlag, Frankfurt am Main 2002, ISBN 3-518-12306-8.
- Hundert Tage. Roman. Wallstein Verlag, Göttingen 2008, ISBN 978-3-8353-0271-6; btb, München 2010, ISBN 978-3-442-73903-5.
- Koala. Roman. Wallstein, Göttingen 2014, ISBN 978-3-8353-0653-0.
- Hagard. Roman. Wallstein, Göttingen 2017, ISBN 978-3-8353-1840-3.[32]
- Contact, gemeinsam mit Michael Günzburger, Edition Patrick Frey, Zürich 2018, ISBN 978-3-906803-59-3
- Malinois. Erzählungen. Wallstein, Göttingen 2019, ISBN 978-3-8353-3600-1.
- Vaters Kiste. Eine Geschichte über das Erben. Rowohlt, Hamburg 2022, ISBN 978-3-498-00341-8.
- Die Krume Brot. Roman. Rowohlt, Hamburg 2023, ISBN 978-3-498-00320-3.[33]

### Essays
- Stil und Moral. Göttingen, Wallstein 2015, ISBN 978-3-8353-1679-9.
- Krieg und Liebe. Essays. Wallstein, Göttingen 2018, ISBN 978-3-8353-3241-6.
- Die Krone der Schöpfung. Essays. Wallstein, Göttingen 2020, ISBN 978-3-8353-3831-9.
- Wir kennen uns nicht. Rede an die Abiturienten des Jahrgangs 2020. Hg. von Tilla Fuchs, Conte, Sankt Ingbert, ISBN 978-3-95602-217-3.

### Theaterstücke
- Sophokles’ Ödipus. Uraufführung: Zürich, Escher-Wyss-Unterführung, 27. August 1998. Regie: Samuel Schwarz.
- Siebzehn Uhr Siebzehn. Uraufführung: Schauspiel Akademie Theater, Zürich, 12. Januar 2000. Regie: Samuel Schwarz.
- 74 Sekunden. Monolog. Uraufführung: Zürich, im Blauen Saal, 8. März 2000. Regie: Lukas Schmocker.
- Vier Frauen. Singspiel. Uraufführung: Schlachthaus Theater Bern, 25. Mai 2000. Regie: Samuel Schwarz.
- Medeää. 214 Bildbeschreibungen. Radiokulturhaus Wien im Rahmen der Wiener Festwochen, Juni 2000. Regie: Samuel Schwarz.
- Die Reise von Klaus und Edith durch den Schacht zum Mittelpunkt der Erde. Auftragswerk für das Schauspielhaus Bochum. Uraufführung: Schauspielhaus Bochum, 12. Januar 2001.[34] Regie: Samuel Schwarz.
- Meienbergs Tod. Groteske. Auftragswerk für das Theater Basel. Uraufführung: Theater Basel, 20. April 2001. Regie: Samuel Schwarz.
- Othello. Kurze Fassung. Deutsches Schauspielhaus Hamburg, Dezember 2001. Regie: Samuel Schwarz.
- August02, Nationalulk. Landesausstellung Expo.02 am 1. August 2002 auf der Hauptbühne der Arteplage Biel-Bienne. Regie: Samuel Schwarz.
- Vier Bilder der Liebe. Uraufführung: Schauspielhaus Bochum, Kammerspiele, 28. September 2002.[35] Regie: Karin Henkel.
- Die sexuellen Neurosen unserer Eltern. Uraufführung: Theater Basel, 13. Februar 2003.[36] Regie: Barbara Frey. – verfilmt 2015 unter dem Titel Dora oder die sexuellen Neurosen unserer Eltern von Stina Werenfels
- König Heinrich der Vierte. Nach William Shakespeare. Schauspielhaus Bochum, Mai 2004. Regie: Samuel Schwarz.
- Der Bus (Das Zeug einer Heiligen). Uraufführung: Thalia Theater Hamburg, 29. Januar 2005. Regie: Stephan Kimmig.
  - In Druckform: Meienbergs Tod – Die sexuellen Neurosen unserer Eltern – Der Bus. Stücke. Wallstein, Göttingen 2005, ISBN 3-89244-904-X
- Alices Reise in die Schweiz. Uraufführung: Theater Basel, 4. März 2005. Regie: Stephan Müller.
- Die Probe (Der brave Simon Korach). Uraufführung: Münchner Kammerspiele, 2. Februar 2007.[37] Regie: Lars-Ole Walburg.
- Zimmerstund. Eine Alpen-Kammer-Oper. Uraufführung: Theater Rigiblick, 30.10 2008. Regie: Livio Andreina
- Amygdala. Auftragswerk des Thalia Theaters Hamburg. Uraufführung: Thalia Theater Hamburg, 9. Mai 2009.[38]
  - In Druckform: Alices Reise in die Schweiz – Die Probe – Amygdala. Stücke. Wallstein, Göttingen 2007, ISBN 978-3-8353-0164-1.
- Öl. Uraufführung: Deutsches Theater Berlin, 18. September 2009.[39] Regie: Stephan Kimmig.
  - In Druckform: Öl. Schauspiel. Wallstein, Göttingen 2009, ISBN 978-3-8353-0534-2.
- Malaga. Uraufführung: Schauspielhaus Zürich, 9. Mai 2010.[40] Regie: Barbara Frey.
- Parzival. Nach Wolfram von Eschenbach. Uraufführung: Schauspiel Hannover, 16. Januar 2010.[41] Regie: Lars-Ole Walburg.
- Zwanzigtausend Seiten. Uraufführung: Schauspielhaus Zürich, 2. Februar 2012.[42] Regie: Lars-Ole Walburg.
  - In Druckform: Malaga – Parzival – Zwanzigtausend Seiten. Stücke. Wallstein, Göttingen 2012, ISBN 978-3-8353-1100-8.
- Die schwarze Halle. Uraufführung: Im Rahmen von Arm und Reich. Schlaglichter auf die Ungleichheit zus. mit Nabokovs Tintenklecks von Michail Schischkin und Rechne von Händl Klaus, Schauspielhaus Zürich, 4. Mai 2013. Regie: Barbara Frey.
- Anschlag. Musiktheater von Michael Wertmüller, Text: Lukas Bärfuss. Lucerne Festival, August 2013.
- Rebekka ist nicht da. Det Norske Teatret, Oslo, Februar 2016. Regie: Erik Ulfsby
- Frau Schmitz. Uraufführung: Schauspielhaus Zürich, 22. Oktober 2016. Regie: Barbara Frey.
- Der Elefantengeist. Uraufführung: Nationaltheater Mannheim, 29. September 2018. Regie: Sandra Strunz
- Julien – Rot und Schwarz. Uraufführung: Theater Basel, 16. Januar 2020. Regie: Nora Schlocker
- Verführung. Uraufführung: Deutsches Theater Berlin, 30. April 2023. Regie: András Dömötör
- Einsiedler Welttheater. Uraufführung: 11. Juni 2024, Regie: Livio Andreina
  - In Druckform: Einsiedler Welttheater. Nach dem Schauspiel von Don Pedro Calderón de la Barca. Rowohlt, Berlin 2024, ISBN 978-3-499-01629-5.
- Sex mit Ted Cruz. Uraufführung: Schauspielhaus Zürich, 18. Mai 2025, Regie: Wojtek Klemm

### Übersetzungen
- Walter Benjamin, Lettres sur la littérature, Carouge-Genève, Zoé, 2016 [gemeinsam mit Muriel Pic].
- Muriel Pic, Elegische Dokumente / Élegies documentaires, Göttingen, Wallstein, 2018.

### Hörspiel
- Jemand schreit in unseren Rosen, Produktion SRF 2004, Länge: 38’50, Bearbeitung und Regie: Erik Altorfer, Komposition: Martin Schütz, mit André Jung, Karin Neuhäuser, Sebastian Rudolph und Bettina Stucky.[43]

## Auszeichnungen
- 1998: Lydia-Eymann-Stipendium
- 2000: ZKB-Förderpreis für das Stück: Medeää. 214 Bildbeschreibungen
- 2001: Kulturförderpreis der Stadt Thun
- 2002: Buchpreis der Stadt Bern für Die toten Männer
- 2002: Buchpreis der Stadt Zürich
- 2003: Buchpreis des Kantons Bern für das Stück Die sexuellen Neurosen unserer Eltern
- 2003: Nachwuchsautor des Jahres der Zeitschrift Theater heute für Die sexuellen Neurosen unserer Eltern
- 2004: 2. Hörspielpreis der Stiftung Radio Basel für Jemand schreit in unseren Rosen
- 2005: Mülheimer Dramatikerpreis für Der Bus
- 2005: Gerrit-Engelke-Preis
- 2007: Spycher: Literaturpreis Leuk
- 2008: Mara-Cassens-Preis für Hundert Tage
- 2008: Anna Seghers-Preis (gemeinsam mit Alejandra Costamagna)[44]
- 2009: Schillerpreis der Schweizerischen Schillerstiftung für Hundert Tage[45]
- 2009: Erich-Maria-Remarque-Friedenspreis (Sonderpreis) für Hundert Tage[46]
- 2010: Hans-Fallada-Preis der Stadt Neumünster
- 2011: Kulturpreis des Berner Oberlandes, vergeben von Volkswirtschaft Berner Oberland[47]
- 2013: Berliner Literaturpreis verbunden mit der Heiner-Müller-Gastprofessur am Peter-Szondi-Institut der FU Berlin[48]
- 2014: Solothurner Literaturpreis
- 2014: Longlist beim Deutschen Buchpreis mit Koala
- 2014: Schweizer Buchpreis für Koala
- 2015: Nicolas-Born-Preis
- 2016: Johann-Peter-Hebel-Preis
- 2018: Preis der LiteraTour Nord „für sein bisheriges Werk und seinen jüngsten Roman Hagard“
- 2019: Georg-Büchner-Preis[49]
- 2022: Doktor honoris causa der Philosophischen Fakultät der Universität Freiburg[50]
- 2023: Literaturpreis des Kantons Bern[51]